# 小豆坂七本槍
小豆坂七本槍（羅馬字：Azukizakashichihonyari）是對在1542年的小豆坂之戰中活躍的7名織田氏家臣的稱呼。

## 小豆坂七本槍
- 織田信光（1516年－1556年）
- 織田信房（？－？）
- 岡田重能（重善）（1527年－1583年）
- 佐佐政次（勝通）（？－1560年）
- 佐佐孫介（勝重）（？－1556年）
- 中野一安（重吉）（1526年－？）
- 下方貞清（匡範）（？－1606年）